# Egesina monticola
Egesina monticola är en skalbaggsart som först beskrevs av Fisher 1936.  Egesina monticola ingår i släktet Egesina och familjen långhorningar. Inga underarter finns listade i Catalogue of Life.